# Walter Hammer
Walter Robert Hammer, född 30 juni 1907 i Hagen, död 21 februari 2003 i München, var en tysk promoverad jurist, Regierungsrat och SS-Obersturmbannführer.

## Biografi
Walter Hammer var son till en domare och studerade juridik vid universiteten i Freiburg och Göttingen. Han promoverades 1931 till juris doktor efter att ha lagt fram avhandlingen Das Verhältnis der Unterlassungs- zur Duldungspflicht. Efter promotionen tjänstgjorde han vid Hagens domstol. I maj 1933 blev han medlem i NSDAP och SA. Två år senare gick han över till SS och blev verksam inom Gestapo i Erfurt.

### Andra världskriget
Den 1 september 1939 anföll Tyskland Polen och därmed inleddes andra världskriget. Efter de framryckande tyska arméerna kommenderades särskilda insatsgrupper, Einsatzgruppen, som hade till uppgift att säkra erövrat territorium. Detta innebar i praktiken att döda polsk intelligentia och polska judar. Hammer utnämndes till befälhavare för Einsatzkommando 2 inom Einsatzgruppe IV. Den 3 september 1939 ägde den så kallade blodiga söndagen i Bydgoszcz (Bromberg) rum. Alla omständigheter kring händelsen är inte klarlagda, men enligt uppgift hade polska trupper blivit beskjutna av personer ur den tyska minoriteten i staden. Mellan 40 och 50 polacker och mellan 100 och 300 tyskar dödades. Som repressalieåtgärd beordrade Hammers överordnade, Lothar Beutel, att Einsatzgruppe IV skulle ta gisslan och skjuta den; omkring 80 polacker sköts under de närmaste dagarna, men offersiffran kan vara betydligt högre. Hammer var en av de ansvariga för denna vedergällning.
Från hösten 1939 till januari 1941 verkade Hammer som Regierungsrat, högre ämbetsman, vid staben hos Josef Meisinger, kommendör för Sicherheitspolizei (Sipo) och Sicherheitsdienst (SD) i distriktet Warschau i Generalguvernementet. I januari 1941 kommenderades han till Nederländerna och staben hos Wilhelm Harster, som var befälhavare för Sipo och SD i Haag. Hammer gavs i uppdrag att utföra de juridiska förberedelserna för att i Amsterdam inrätta ett centralkontor för judisk utvandring. I mitten av 1942 efterträdde han Helmut Knochen på posten som chef för avdelning VI E inom Reichssicherheitshauptamt (RSHA), Nazitysklands säkerhetsministerium. Denna avdelning handhade spionagefrågor i östra Europa.

### Efter andra världskriget
Efter andra världskriget hamnade Hammer först i tjeckoslovakisk och senare i sovjetisk krigsfångenskap. Han dömdes till 25 år fängelse, men frigavs år 1955. En rad tyska fångar frigavs detta år efter ett avtal mellan Västtysklands förbundskansler Konrad Adenauer och Sovjetunionens försvarsminister Nikolaj Bulganin.
Tio år senare, år 1965, häktades Hammer för arkebuseringarna i Bydgoszcz 1939, men frisläpptes efter ett halvår. År 1971 inleddes rättsligt förfarande mot Hammer, Lothar Beutel och Helmut Bischoff, men de frisläpptes i brist på bevis.

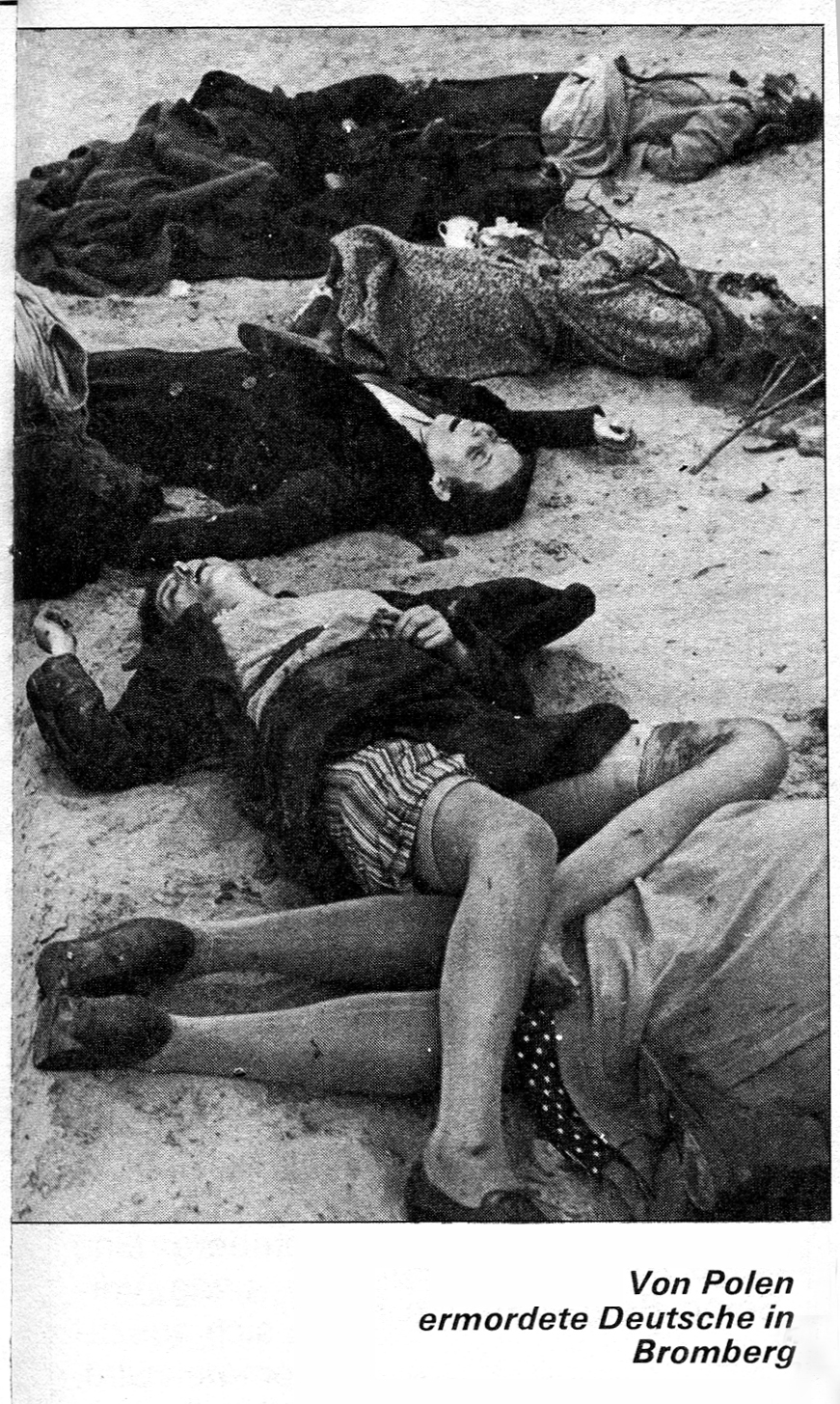
Dödade tyskar i Bydgoszcz.
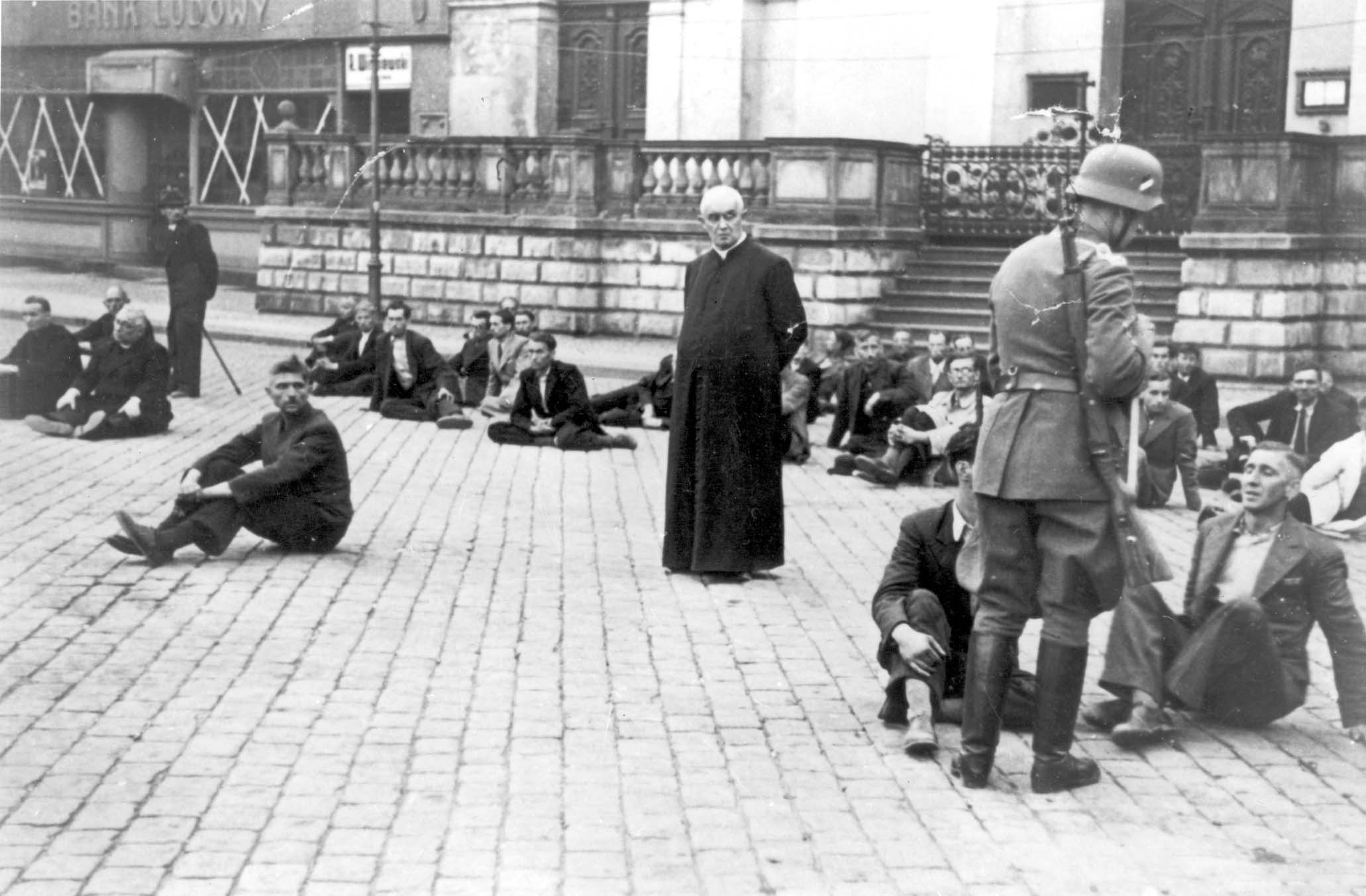
Polsk gisslan i Bydgoszcz.